# Diamma bicolor
La hormiga azul (Diamma bicolor) es una especie de  himenóptero apócrito de la familia Thynnidae (avispas de las flores) que, a pesar de su nombre común y su semejanza a una hormiga, no lo es. Es la única especie de la subfamilia Diamminae y del género Diamma. 
Es de gran tamaño, solitaria y parásita. Es endémica del sur y sudeste de Australia, concretamente de los estados de Tasmania, Nueva Gales del Sur, Victoria y Australia del Sur.  
Las hormigas azules tiene un característico cuerpo de color verdeazulado metálico, con patas rojas. Las hembras llegan a alcanzar una longitud de 25 mm. Carecen de alas y habitan en el suelo, alimentándose de otros insectos terrestres y subterráneos, como grillos topo y larvas de escarabajos. La presa es paralizada por el aguijón de la hembra, que pone un huevo sobre ella, y así la larva de avispa tiene abundante provisión de comida. 
El macho es de tamaño más pequeño (unos 15 mm), y está provisto de alas. Los ejemplares adultos se alimentan de néctar y ayudan a polinizar varias especies nativas de flores australianas.
Su picadura puede causar una fuerte sensación de ardor e hinchazón a los humanos. En muy pocas ocasiones, puede producir una reacción con riesgo de muerte por anafilaxis. 

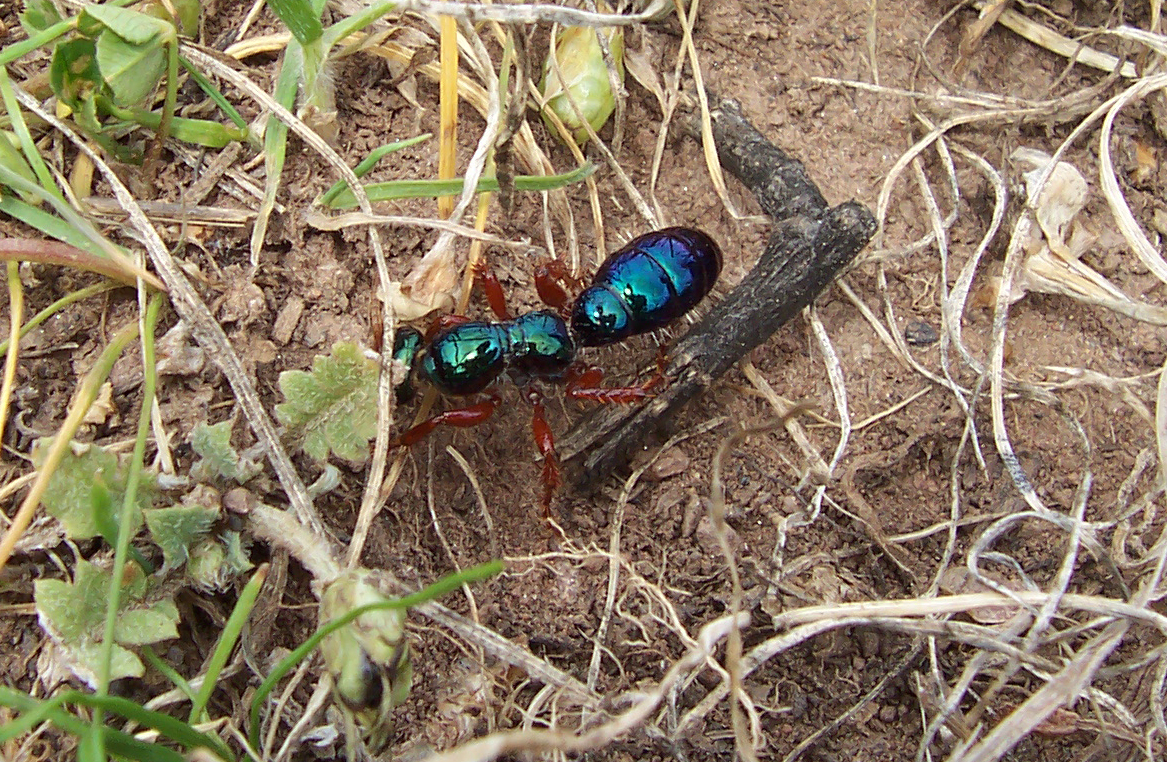
Hormiga azul hembra.

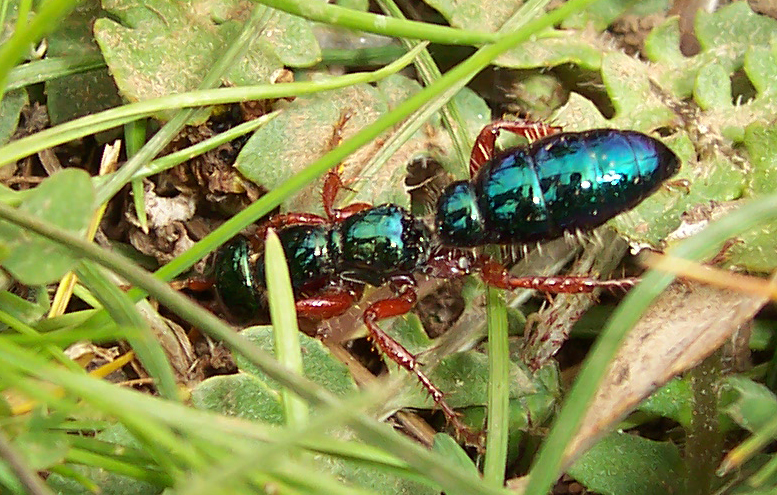
Otra hormiga azul hembra.